# Marlow. Der siebte Rath-Roman.
Marlow ist ein historischer Roman des deutschen Autors Volker Kutscher, der am 30. Oktober 2018 im Piper Verlag erschien. Es handelt sich um den siebten Kriminalroman in der Serie um den Kriminalkommissar Gereon Rath. Der Roman spielt im Jahr 1935 zur Zeit des Nürnberger Reichsparteitages. Die Handlung setzt 13 Monate nach den Ereignissen von Lunapark ein.

## Handlung
Vorgeschichte: Im Oktober 1918 kehrt Magnus Larsen aus dem Krieg auf den Gutshof seines Vaters ins mecklenburgische Marlow zurück. Dort im Gesindehaus findet er seine Jugendliebe, eine aus Tsingtau stammenden Chinesin, die im Sterben liegt. Nach ihrem Tod brennt er das Anwesen nieder und nimmt ihren Sohn auf.
Spätsommer 1935 – Das pulsierende Leben im Berlin der Zwanzigerjahre ist verschwunden. Die Nationalsozialisten bauen in allen Lebensbereichen ihre Macht und ihren Einfluss aus. Gereon Rath versucht, sich mit den politischen Verhältnissen zu arrangieren, wenngleich sie ihm nicht gefallen. Er ist inzwischen zum Oberkommissar befördert worden, nach den Ereignissen des Vorjahres aber bei seinem Vorgesetzten Ernst Gennat auch in Ungnade gefallen. Er bekommt nur noch unspektakuläre Fälle zugeteilt. Seine Ehefrau Charly muss sich hingegen als Anwaltsgehilfin und Privatdetektivin durchschlagen. Sie hadert nicht nur mit den politischen und gesellschaftlichen Entwicklungen, sondern auch damit, dass ihr Pflegesohn Fritze sich bei der Hitlerjugend engagiert.
Rath wird zu einem Unfallort in Berlin gerufen. Ein Taxifahrer und sein Fahrgast sind gegen eine Mauer am Anhalter Bahnhof gefahren und beide ums Leben gekommen. Bei der Untersuchung des Unfallortes stößt Rath auf eine Akte mit der Aufschrift „Geheime Reichssache“. Da er sich nicht in Schwierigkeiten bringen möchte, beschließt Rath, die Akte ungelesen und umgehend per Post an den ursprünglich vorgesehenen Empfänger nach Schwabach zu senden. Bei der Obduktion des Unfallfahrers stellt sich heraus, dass dieser an einem Glioblastom erkrankt war und nur noch wenige Wochen zu leben gehabt hätte. Zuhause erwähnt Rath diesen Umstand gegenüber Charlie und im Beisein ihres Arbeitgebers, dem Privatdetektiv Wilhelm Böhm. Später wendet sich Böhm an Rath, mit der Bitte ihm zwei Akten aus dem Archiv zu beschaffen, da ihn der Unfall an einen nicht aufgeklärten Fall aus seiner aktiven Polizeidienstzeit aus dem Jahr 1927 erinnere. Damals waren zwei Häftlinge und ein Gefängniswärter, der Vater von Charly, ums Leben gekommen. Der Täter hatte ebenfalls einen Gehirntumor. Im Zuge der weiteren Ermittlungen stellt sich heraus, dass der bei der Unfallfahrt ums Leben gekommene Fahrgast ein SS-Mann aus Schwabach ist, der Reichsminister Hermann Göring ausspionieren sollte. Hierzu war er eine Scheinliaison mit dessen Sekretärin eingegangen, um die gewünschten Informationen zu erhalten. Rath entwickelt nach diesen Erkenntnissen wieder ein Interesse an dem Fall und versucht, die nach Schwabach geschickte Akte mit dem Aufdruck „Geheime Reichssache“ wieder in seinen Besitz zu bekommen.
Anlässlich des Reichsparteitages der Freiheit marschiert Fritze, der Pflegesohn der Raths, mit der Hitlerjugend von Berlin nach Nürnberg, um mit seinen Kameraden an dem Ereignis teilzunehmen. Rath nimmt kurzfristig Urlaub und begibt sich unter dem Vorwand, ebenfalls den Reichsparteitag besuchen zu wollen, in die fränkische Stadt, um die Akten zu suchen. Aufgrund mangelnder Übernachtungsmöglichkeiten ist er gezwungen, in Schwabach zu nächtigen. Er nutzt den dortigen Aufenthalt, um die Akte ausfindig zu machen und zusammen mit weiteren, ähnlichen Akten aus dem Tresor des Schwagers des Unfallopfers zu entwenden. Bei der Durchsicht erfährt er Intimes über das Privatleben von Göring, darunter auch über dessen Morphiumsucht. Mit den Inhalten plante der SD, an dessen Spitze Reinhard Heydrich steht, Göring zu erpressen. Daher hat die SS ein großes Interesse, die Akten selbst in ihren Besitz zu bekommen.
Charly nutzt die Abwesenheit ihres Mannes, um einem Fall nachzugehen. Sie soll im Auftrag des chinesischstämmigen Handlangers von Johann Marlow, Liang Kuen-Yao, für eine Heirat die erforderlichen Unterlagen zusammentragen. Liang möchte mit seiner deutschstämmigen Verlobten anlässlich der Verkündung der Nürnberger Rassengesetze das Land verlassen. Nach einem Telefonat mit einem ehemaligen Kolonialbeamten in Tsingtau und dem Besuch eines Gutshofes in Marlow erfährt Charly, dass Liang der Sohn von Magnus Larsen ist. Im Laufe der Geschichte stellt sich heraus, dass Larsen tatsächlich Johann Marlow ist, Raths Gegenspieler der vergangenen Jahre.
Zurück in Berlin taucht bei Rath sein ehemaliger Arbeitskollege Reinhold Gräf auf, der mittlerweile beim SD arbeitet. Gräf ist augenscheinlich an dem Verbleib der Akten interessiert. Rath gelingt es, sein Wissen um den Verbleib der Akten zu verbergen. In der Folge wird er durch die SS in deren Hauptquartier ergebnislos befragt und wieder auf freien Fuß gesetzt. Nach einer erfolglosen Wohnungsdurchsuchung wird Rath schließlich von der SS überwacht. Nachdem es Rath gelingt, seine Verfolger abzuschütteln, blättert er in einem Versteck noch einmal durch die Akten und stößt auf eine Fotografie von Liang. Damit ist bewiesen, dass Johann Marlow, der Verbrecherboss der Berliner Unterwelt, für Göring arbeitet. Marlow ist mittlerweile Mitglied der SS und ein Vertrauter Görings. Im Zuge der weiteren Ermittlungen stellt sich heraus, dass Marlow mithilfe eines Arztes sterbenskranke Menschen als erweiterte Selbstmörder instrumentalisiert, um damit unliebsame Menschen aus dem Weg zu räumen. So beauftragte er auch den krebskranken Taxifahrer, den SS-Mann mit in den Tod zu nehmen, der Göring für Heydrich ausspioniert hatte. Im Gegenzug hatte die Familie des Unfallfahrers finanzielle Zuwendungen erhalten.
Charly sucht zusammen mit Böhm den Arzt auf, der den Täter 1927 sowie den Unfallfahrer des aktuellen Falls behandelt hatte. Sie finden den Arzt in dessen Praxis ermordet vor und schalten daraufhin Gennat ein.
Rath wird derweil von Marlow bedroht, seine privaten Ermittlungen einzustellen. Andernfalls werde er dessen Familie Schaden zufügen. Rath sucht daraufhin sein Heil in der Flucht nach vorn. Er beginnt die Überwachungsakten zu fälschen und fügt ihnen Dokumente hinzu, die Marlow als Spion der SS in Görings Einheit ausweisen. Anschließend schickt er die überarbeiteten Akten an einen Vertrauten Görings. Marlow wird daraufhin unter einem Vorwand einbestellt und soll erschossen werden. Ihm gelingt die Flucht, sein Sohn Liang wird jedoch bei einem Schusswechsel getötet.
Am Ende wird Fritze den Raths vom Jugendamt weggenommen, da seine Pflegeeltern sich offensichtlich nicht dem Nationalsozialismus verschrieben haben. Der Junge wird in der Familie seines HJ-Führers Rademann aufgenommen. Rath wird noch einmal von der SS einbestellt und von seinem ehemaligen Kollegen Sebastian Tornow in Empfang genommen. Dieser erpresst ihn mit einer Tonbandaufnahme aus dessen eigener Wohnung, in der Rath indirekt eine Mitschuld am Tod von Liang zugibt. Tornow zwingt Rath zur Zusammenarbeit mit seiner Organisation.

## Rezeption
Der Roman erhielt überwiegend positive Kritiken. Deutschlandfunk Kultur urteilt über Marlow: „Einmal mehr erweist sich Volker Kutscher als geschickter Jongleur, der seine Bälle scheinbar mühelos in der Luft hält. Er erzählt langsam und detailreich, mit beeindruckenden Kenntnissen der Zeit und ihrer Strukturen und der ebenso beeindruckenden Fähigkeit, die komplizierten Gefühlswelten seiner Figuren auszuloten.“ Katja Essbach von SWR2 hält fest: „Der siebte Band in der historischen Berlin-Reihe von Volker Kutscher ist ein gut ausgedachter und stringent erzählter Kriminalroman - wieder mit viel Berlin-Flair der 1920er und 30er Jahre.“  Den Wandel dieser Atmosphäre greift Elmar Krekeler von der Welt auf: „‚Marlow‘ spielt in einem Deutschland, in dem alles immer grauer, dunkler, immer enger wird. Rath taumelt von einer Abhängigkeit in die nächste. Selbstjustiz wird betrieben, Hermann Göring wird in einem Intrigenspiel missbraucht. Es sterben ein paar mehr oder weniger liebgewordene Figuren.“

## Fortsetzungen
In der Reihe um Gereon Rath sind bis Oktober 2024 drei weitere Romane und eine Novelle erschienen:
- Olympia. Der achte Rath-Roman. Piper, München 2020.
- Mitte. Galiani Berlin, Köln 2021, (Illustrationen von Kat Menschik).
- Transatlantik. Der neunte Rath-Roman. Piper, München 2022.
- Rath. Der zehnte Rath-Roman. Piper, München 2024.